# Hadiza Zakari
Hadiza Zakari (* 10. September 1987) ist eine nigerianische Gewichtheberin.
Sie gewann bei den Afrikameisterschaften 2008 die Goldmedaille in der Klasse bis 75 kg. Bei den Weltmeisterschaften 2009 belegte sie in der Klasse über 75 kg den 13. Platz. 2010 gewann sie bei den Commonwealth Games Gold in der Klasse bis 75 kg. Bei den Weltmeisterschaften 2011 wurde sie allerdings bei der Dopingkontrolle positiv auf Stanozolol getestet und für zwei Jahre gesperrt. Nach ihrer Sperre nahm sie 2015 an den britischen Meisterschaften teil und konnte in der Klasse über 75 kg den Meistertitel gewinnen.